# Мілан Коррин
Мілан Коррин (фр. Milan Corryn, нар. 4 квітня 1999, Алст) — бельгійський футболіст, нападник словацького клубу «Спартак» (Трнава) та юнацької збірної Бельгії.
Виступав також за клуби «Тренчин» та «Варта» (Познань).
Володар Кубка Словаччини.

## Клубна кар'єра
Народився 4 квітня 1999 року в місті Алст. Вихованець юнацьких команд футбольних клубів «Дендер» та «Андерлехт».
У дорослому футболі дебютував 2018 року виступами за команду «Тренчин», у якій провів три сезони, взявши участь у 66 матчах чемпіонату. Більшість часу, проведеного у складі «Тренчина», був основним гравцем атакувальної ланки команди.
Своєю грою за цю команду привернув увагу представників тренерського штабу клубу «Варта» (Познань), до складу якого приєднався 2021 року. Відіграв за команду з Познані наступні два сезони своєї ігрової кар'єри.
Протягом 2023—2024 років захищав кольори клубу «Алмере Сіті».
До складу клубу «Спартак» (Трнава) приєднався 2024 року. Станом на 21 липня 2024 року відіграв за команду з Трнави 8 матчів у національному чемпіонаті.

## Виступи за збірні
У 2013 році дебютував у складі юнацької збірної Бельгії (U-15), загалом на юнацькому рівні взяв участь у 41 грі, відзначившись 4 забитими голами.

## Титули і досягнення
- Володар Кубка Словаччини (1):

«Спартак» (Трнава): 2024—2025